# Нанотехнології типу «зверху-вниз»
Нанотехнології типу «зверху-вниз» (англ. "top-down" nanotechnology) — технологія отримання  наноструктурованих матеріалів, в якої нанометровий розмір часток досягається шляхом подрібнення більших частинок, порошків або зерен твердого тіла.

## Опис
До технологій цього типу відносяться, наприклад, методи, що застосовуються для отримання компактних наноматеріалів і  нанопорошків з об'ємних заготовок: кристалізація аморфних сплавів; Інтенсивна пластична деформація; електровибух; впорядкування  твердих розчинів і  нестехіометричних сполук.